# Stamboom van Dzjengis Khan
Dit is een deel van de stamboom van Dzjengis Khan. Jaartallen geven de regeerperiode aan, niet de leeftijd. Aangezien nakomelingen van Dzjengis Khan tot 1290 regeerden, is de lijst incompleet. Alleen de belangrijkste nakomelingen worden getoond. Ook worden alleen de afstammelingen van het eerste huwelijk van Dzjengis Khan (met Börte) getoond. Aangezien polygamie (en verkrachting) onder Mongoolse heersers normaal was, had Dzjengis Khan nog vele zonen en dochters die hier niet opgenomen zijn.
Yesükhei Baghatur - Hoelun
- Begter (uit een eerder huwelijk, werd vermoord door Dzjengis Khan)
- Belugtei  (uit een eerder huwelijk)
- Khasar
- Temüge
- Temujin (Dzjengis Khan), Khagan 1206-1227, Börte
  - Jochi (vader betwist)
    - Batu, khan van de Blauwe Horde 1227-1255, later de Gouden Horde
      - Sartaq, khan van de Gouden Horde 1255-1256
      - Toqoqan (?)
        - Mengu-Timur, Khan van de Gouden Horde 1266-1282
Zie Lijst van Khans van de Gouden Horde
          - Toqta

    - Berke, Khan van de Gouden Horde 1256-1266
    - Orda, khan van de Witte Horde
    - Sinkur
    - Siban
    - Baul/Teval
      - Nogai
        - Chaka

  - Chagatai, stichter van het Khanaat van Chagatai en voorvader van Babur van het Mogolrijk in India - Ebuskun
    - Buri
    - Mö'etüken
      - Qara Hülëgü (gest. 1252), Khan van het Khanaat van Chagatai 1242-1246 en 1252
        - Mubarak Shah Khan van het Khanaat van Chagatai 1252-1260 en 1266

    - Yesü Möngke, (gest. 1252), Khan van het Khanaat van Chagatai 1252
    - Alghu, (gest. ca. 1266), Khan van het Khanaat van Chagatai 1260-1266
    - Yesünto'a
      - Baraq (gest. 1271), Khan van het Khanaat van Chagatai 1266-1271
Zie verder Lijst van Khans van het Khanaat van Chagatai

  - Ögedei, Khagan 1229-1241 - Töregene Khatun
    - Guyuk, Khagan 1246-1248 - Oghul Ghaymish
      - Kaidu (†1301)

    - Kaidan

  - Tolui - Sorghaghtani Beki
    - Möngke, Khagan 1251-1259
    - Koeblai, Khagan 1260-1294, stichter van de Yuan-dynastie in China (als keizer Shizu).
      - Timür, 1294-1307, keizer Chengzong van China
        - Qayshan, 1308-1311, keizer Wuzong van China
Zie verder Yuan-dynastie

    - Hulegu stichter van het Ilkhanaat in Iran en Mesopotamië
      - Abaqa, Il-Khan 1265-1282
        - Arghun, Il-Khan 1284-1291
        - Gaykhatu, Il-Khan 1291-1295
Zie verder Lijst van Ilkhans

      - Tekuder (later "Ahmed Tekuder"), Il-Khan 1282-1284

    - Ariq Boke